# Relações entre Arábia Saudita e Brasil
Arábia Saudita e Brasil estabeleceram relações diplomáticas em 1968. Em 1973, o Brasil abriu embaixada em Gidá - cidade portuária da Arábia Saudita, que à época abrigava todas as embaixadas estrangeiras -, e a Arábia Saudita abriu embaixada em Brasília. Em 1986, o governo saudita iniciou a transferência de todos os órgãos governamentais e embaixadas situados em Gidá para a capital Riade; nesse ano, a embaixada brasileira foi transferida de Gidá para Riade.
Em maio de 2009, o então Presidente Luiz Inácio Lula da Silva tornou-se o primeiro Chefe de Estado brasileiro a visitar a Arábia Saudita, acompanhado por missão empresarial.
A Arábia Saudita é o principal parceiro comercial do Brasil no Oriente Médio e é nosso segundo fornecedor de petróleo no mundo, atrás apenas da Nigéria. Em 2012, o comércio bilateral superou US$ 6 bilhões. Anteriormente dominadas por produtos agrícolas, sobretudo carnes e açúcar, as exportações do Brasil para a Arábia Saudita passara incluir, desde 2005, produtos de alto valor agregado, graças à venda de aviões da Embraer.